# Масса-э-Коцциле
Масса-е-Коцциле (итал. Massa e Cozzile) — коммуна в Италии, расположена в области Тоскана, подчиняется административному центру Пистоя.
Население составляет 7 872 человека (31-5-2019), плотность населения составляет 491,69  чел./км². Занимает площадь 16 км². 
Почтовый индекс — 51010. Телефонный код — 0572.

## Демография
Динамика населения:

## Администрация коммуны
- Официальный сайт: http://www.comune.massa-e-cozzile.pt.it/

## Примечание
1. ↑  Statistiche demografiche ISTAT. demo.istat.it. Дата обращения: 8 декабря 2019. Архивировано из оригинала 24 июля 2019 года.